# 梅赛德斯-奔驰银行
梅赛德斯-奔驰银行（德語：Mercedes-Benz Bank，2007年以前被称为戴姆勒-克莱斯勒银行）是一家自2001年从戴姆勒-克莱斯勒集团金融部门分离出来的综合银行和金融服务公司，由戴姆勒全资拥有。该公司的股份没有上市交易，总部设于斯图加特。
自2012年起，梅赛德斯-奔驰银行成为斯图加特足球俱乐部的顶级赞助商。